# ICRANet
L'ICRANet, International Center for Relativistic Astrophysics Network, è un'organizzazione internazionale che promuove attività di ricerca nel campo dell'Astrofisica Relativistica e di aree affini. Membri dell'ICRANet sono quattro Stati e tre università e centri di ricerca: la Repubblica dell’Armenia, la Repubblica Federale del Brasile, la Repubblica Italiana, lo Stato Vaticano, l'Università dell'Arizona (USA), l'Università di Stanford (USA) e l'ICRA.
La sede di coordinamento centrale è in Piazza della Repubblica a Pescara, in Italia, presso la storica sede della stazione Centrale.

## Storia della fondazione dell'ICRANet: ICRA e ICRANet

### ICRA e ICRANet
L'ICRA (International Center for Relativistic Astrophysics) è stata fondata nel 1985 da Remo Ruffini (Università "Sapienza" di Roma) insieme a Riccardo Giacconi (premio Nobel per la fisica nel 2002), Abdus Salam (Premio Nobel per la Fisica nel 1979), Paul Boynton (Università di Washington), George Coyne (ex direttore della Specola Vaticana), Francis Everitt (Università Stanford) e Fang Li-Zhi (Università di Scienza e Tecnologia della Cina).
L'accordo istitutivo e lo Statuto dell'ICRANet sono stati firmati il 19 marzo 2003; lo stesso anno sono stati riconosciuti anche dalla Repubblica dell’Armenia e dallo Stato Vaticano. L'ICRANet è stata istituita nel 2005, da una legge promossa dal governo italiano, ratificata dal Parlamento e firmata dal Presidente della Repubblica Carlo Azeglio Ciampi il 10 febbraio 2005. I membri fondatori sono la Repubblica Italiana, la Repubblica d'Armenia, lo Stato della Città del Vaticano, l'ICRA, l'Università dell'Arizona e l'Università di Stanford.
Il 12 settembre 2005 è stato istituito e si è riunito per la prima volta il comitato direttivo. Il Prof. Remo Ruffini e il Prof. Fang Li-Zhi sono stati nominati rispettivamente Direttore e Chairman del comitato direttivo. Il 19 dicembre 2006 è stato istituito e si è riunito per la prima volta il comitato scientifico. Il prof. Riccardo Giacconi è stato nominato Chairman e il prof. John Mester Co-Chairman.
Il 21 settembre 2005, il Direttore dell'ICRANet e l'Ambasciatore del Brasile a Roma, Dante Coelho de Lima, hanno firmato l'adesione della Repubblica Federale del Brasile all'ICRANet. L'entrata del Brasile è stata richiesta dal Presidente del Brasile Luiz Inácio Lula da Silva e ratificata all'unanimità dal Parlamento brasiliano. Il 12 agosto 2011 la Presidente del Brasile Dilma Rousseff ha firmato l'entrata ufficiale del Paese nell'ICRANet.

### Marcel Grossmann Meeting
Dai primi del Novecento, i lavori di Gregorio Ricci Curbastro e di Tullio Levi Civita dell'Università di Padova e dell'Università Sapienza di Roma hanno sviluppato un nuovo ramo della matematica, il calcolo tensoriale. Marcel Grossmann, dell'Università di Zurigo, avendo una profonda conoscenza della scuola italiana di geometria ed essendo stato a stretto contatto con Einstein, gli illustrò questi concetti. La collaborazione tra Einstein e Grossmann si rivelò poi fondamentale per lo sviluppo della Relatività Generale.
Al fine di promuovere questa importante collaborazione tra fisica e matematica e per celebrare questo storico evento, nel 1975 il Prof. Remo Ruffini e il Prof. Abdus Salam hanno creato i "Marcel Grossmann Meeting (MG) on Recent Developments in Theoretical and Experimental General Relativity, Gravitation, and Relativistic Field Theories", che si tengono ogni tre anni in paesi diversi. L'MG1 e l'MG2 si sono svolti rispettivamente nel 1975 e nel 1979 a Trieste; l'MG3 nel 1982 a Shanghai; l'MG4 nel 1985 a Roma; l'MG5 nel 1988 a Perth; l'MG6 nel 1991 a Kyoto; l'MG7 nel 1994 a Stanford; l'MG8 nel 1997 a Gerusalemme; l'MG9 nel 2000 a Roma e l'MG10 nel 2003 a Rio de Janeiro; l'MG11 nel 2006 a Berlino; l'MG12 nel 2009 a Parigi; l'MG13 nel 2012 a Stoccolma; l'MG14 e l'MG15, svolti rispettivamente nel 2015 e nel 2018, a Roma. Sin dalla loro fondazione, L'ICRANet ha svolto un ruolo guida nell'organizzazione di questi meetings.

### Celebrazioni dell’Anno Internazionale dell'Astronomia (2009)
L'ICRANet è stata Socio Organizzativo dell'Anno Internazionale dell'Astronomia (2009AIA) e ne ha sostenuto finanziariamente il coordinamento globale. In questa occasione l'ICRANet ha organizzato una serie di conferenze internazionali dal titolo generale "The Sun, the Star, the Universe and General Relativity", che includevano: il 1° Zeldovich meeting (Minsk, Bielorussia), il Sobral Meeting (Fortaleza, Brasile), il 1° Galileo - Xu Guangqi meeting (Shanghai, Cina), l'11° Italian-Korean Symposium on Relativistic Astrophysics (Seoul, Corea del Sud) e il 5° Australasian Conference - Christchurch Meeting (Christchurch, Nuova Zelanda).

### Celebrazioni dell’Anno Internazionale della Luce (2015)
Su iniziativa delle Nazioni Unite e dell'UNESCO, il 2015 è stato dichiarato l'Anno Internazionale della Luce, il centenario della formulazione delle equazioni della relatività generale di Albert Einstein e il cinquantesimo anniversario della nascita dell'Astrofisica Relativistica. L'ICRANet è stato uno dei Soci di Bronzo che ha sponsorizzato queste celebrazioni.
Nel 2015, l'ICRANet ha inoltre organizzato una serie di conferenze internazionali tra le quali: il 2° ICRANet César Lattes Meeting (Niterói – Rio de Janeiro – João Pessoa – Recife – Fortaleza, Brasile), l'International Conference on Gravitation and Cosmology / the 4° Galileo-Xu Guangqi meeting (Pechino, Cina), il 14° Marcel Grossmann Meeting - MG14 (Roma, Italia) e il 1° ICRANet Julio Garavito Meeting on Relativistic Astrophysics (Bucaramanga – Bogotá, Colombia), the 1° Sandoval Vallarta Caribbean Meeting on Relativistic Astrophysics (Città del Messico, Messico).

## Organizzazione
L'organigramma dell’ICRANet prevede il Direttore, il Comitato Direttivo e il Comitato Scientifico. I membri dei comitati sono i rappresentanti delle nazioni e delle istituzioni membre. L'ICRANet si avvale di un certo numero di membri permanenti della Faculty, le cui attività sono coadiuvate dal personale amministrativo e di segreteria. Il finanziamento dell'ICRANet è regolato dallo Statuto sulla base dei fondi forniti dal Governo, e da contributi volontari e donazioni.
Il Direttore dell'ICRANet è Remo Ruffini.
Nel 2019 il Comitato Direttivo è composto da:
- Armenia: Ashot Kocharian
- Brasile: Gilberto Kassab, Minister of Science, Technology, Innovation and Communications
- ICRA:  Yu Wang
- Italia:
  1. Ministero degli affari esteri e della cooperazione internazionale (MAECI): Min. Plen. Fabrizio Nicoletti, Cons. Enrico Padula, Immacolata Pannone
  2. Ministero dell'Economia e delle Finanze (MEF), Ragioneria Generale dello Stato, IGAE, Uff. IX: Dr. Antonio Bartolini, Dr. Salvatore Sebastiano Vizzini
  3. Ministero dell'istruzione, dell'università e della ricerca (MIUR): Dr. Vincenzo Di Felice, Dott.ssa Giulietta Iorio
  4. Comune di Pescara: Avv. Carlo Masci
- Università Stanford: Francis Everitt
- Università dell'Arizona: Xiaohui Fan
- Stato della Città del Vaticano: Guy J. Consolmagno

L'attuale Presidente (2019) del Comitato Direttivo è Francis Everitt.
Il primo presidente del Comitato Scientifico è stato Riccardo Giacconi, vincitore nel 2002 del Premio Nobel per la fisica, il quale ha concluso il suo mandato nel 2013. L'attuale (2015) Presidente del Comitato Scientifico è Massimo Della Valle.
Il Comitato Scientifico nel 2019 è composto da: Prof. Narek Sahakyan (Armenia), Dr. Barres de Almeida Ulisses (Brasile), Dr. Carlo Luciano Bianco (ICRA), Prof. Massimo Della Valle (Italia), Prof. John Mester (Università Stanford), Prof. Chris Fryer (Università dell'Arizona), Dr. Gabriele Gionti (Stato della Città del Vaticano).
La Faculty nel 2019 si compone di: Prof. Ulisses Barres de Almeida, Prof. Vladimir Belinski, Prof. Carlo Luciano Bianco, Prof. Donato Bini, Prof. Pascal Chardonnet, Prof. Christian Cherubini, Prof. Filippi Simonetta, Prof. Robert Jantzen, Prof. Roy Patrick Kerr, Prof. Hans Ohanian, Prof. Giovanni Pisani, Prof. Brian Mathew Punsly, Prof. Jorge Rueda, Prof. Remo Ruffini, Prof. Gregory Vereshchagin e Prof. She-Sheng Xue, supportati da una Faculty Aggiuntiva, composta da più di trenta scienziati di fama internazionale che partecipano alle attività dell'ICRANet, e da circa ottanta tra "Lecturers" e "Visitings Professors". Tra di essi vi sono i premi Nobel Murray Gell-Mann, Theodor Hänsch, Gerard 't Hooft e Steven Weinberg.

## Stati Membri e Istituzioni
Attualmente, i Membri dell'ICRANet sono quattro stati e tre università e centri di ricerca.
Stati membri:
| Stato                           | Data adesione |
| ------------------------------- | ------------- |
| Repubblica d'Armenia            | 2003          |
| Repubblica Federale del Brasile | 2011          |
| Repubblica Italiana             | 2003          |
| Stato della Città del Vaticano  | 2003          |

Istituti membri:
| Istituto                    | Data adesione |
| --------------------------- | ------------- |
| Università di Arizona (USA) | 2003          |
| Università Stanford (USA)   | 2003          |
| ICRA                        | 2003          |

L'ICRANet ha firmato accordi di collaborazione con oltre 60 Istituti, Università e centri di ricerca in diversi Paesi.

## Sedi e centri ICRANet
Il network consiste in sedi e centri. Gli accordi di sede, i quali stabiliscono diritti e privilegi tra cui l'extraterritorialità, sono stati firmati per la Sede di Pescara in Italia, per la Sede di Rio de Janeiro in Brasile e per la Sede di Yerevan in Armenia. L'Accordo di Sede di Pescara è stato ratificato il 13 maggio 2010. L'Accordo di Sede di Yerevan è stato approvato all'unanimità dal Parlamento della Repubblica d'Armenia il 13 novembre 2015. Connessione ad alta velocità via fibra ottica con diversi luoghi è resa possibile tramite la rete dati pan-Europea per la comunità di ricerca ed educazione (GÉANT) e mediante la rete del GARR.
I centri ICRANet attualmente operativi sono:

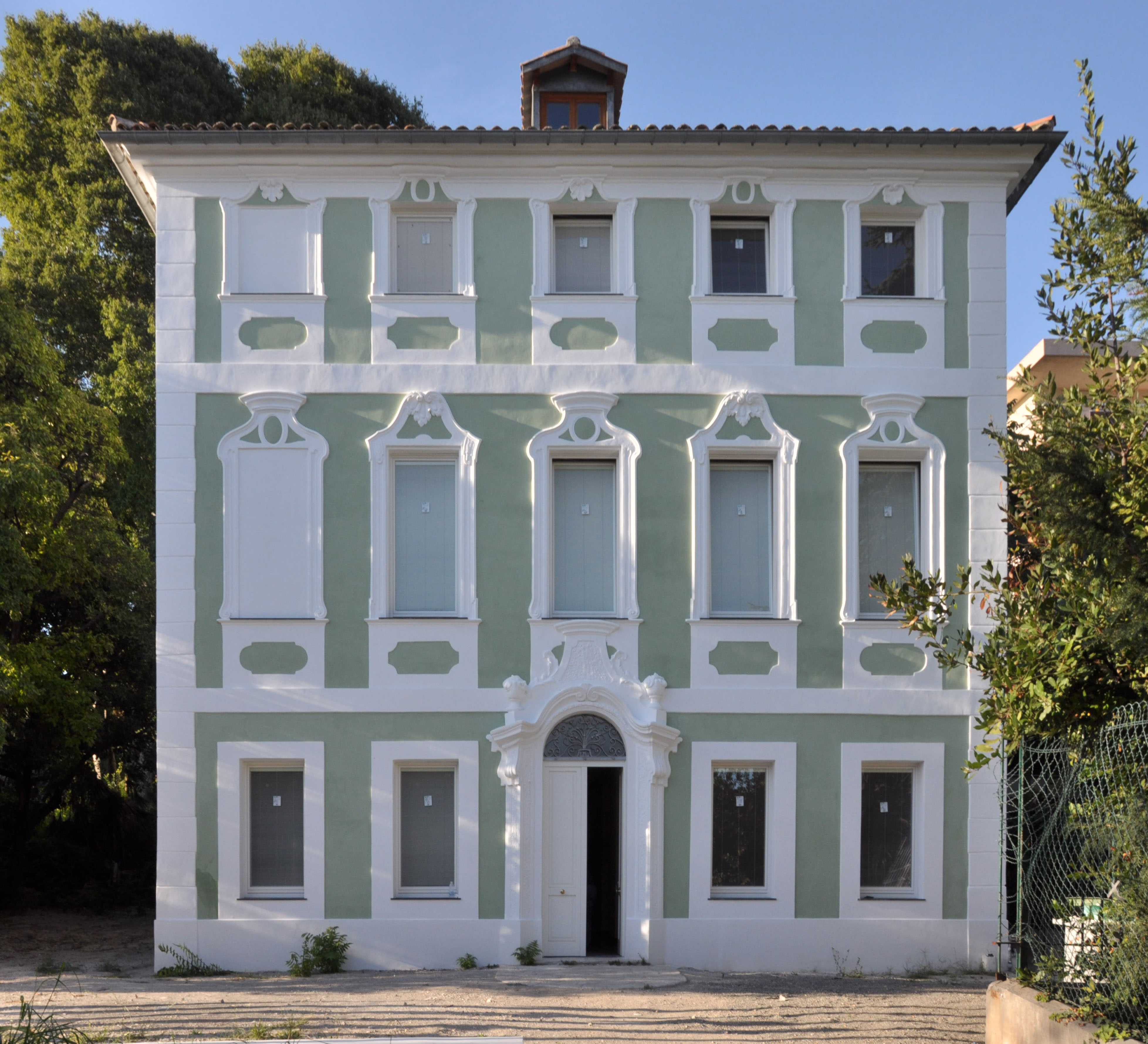
Villa Ratti, sede ICRANet di Nizza

- la sede di coordinamento centrale dell'ICRANet (Pescara, Italia);
- il Dipartimento di Fisica dell'Università "Sapienza" (Roma, Italia);
- Villa Ratti (Nizza, Francia);
- il Presidio dell'Accademia Nazionale delle Scienze di Armenia (Yerevan, Armenia);
- il CBPF - Centro Brasileiro de Pesquisas Físicas (Rio de Janeiro, Brasile);
- il Centro ICRANet a Minsk;
- il Centro ICRANet a Isfahan.

### I Centri ICRANet a Pescara, Roma e Nizza
La sede di coordinamento centrale dell'ICRANet è situata a Pescara e si occupa dell'organizzazione delle attività dell'ICRANet. Qui solitamente si svolgono le riunioni annuali dei Comitati Direttivo e Scientifico, così come convegni internazionali quali gli Italian-Korean Symposia on Relativistic Astrophysics. Le attività scientifiche nel centro di Pescara includono ricerca di base della scuola russa sulla cosmologia primordiale guidata Vladimir Belinski.

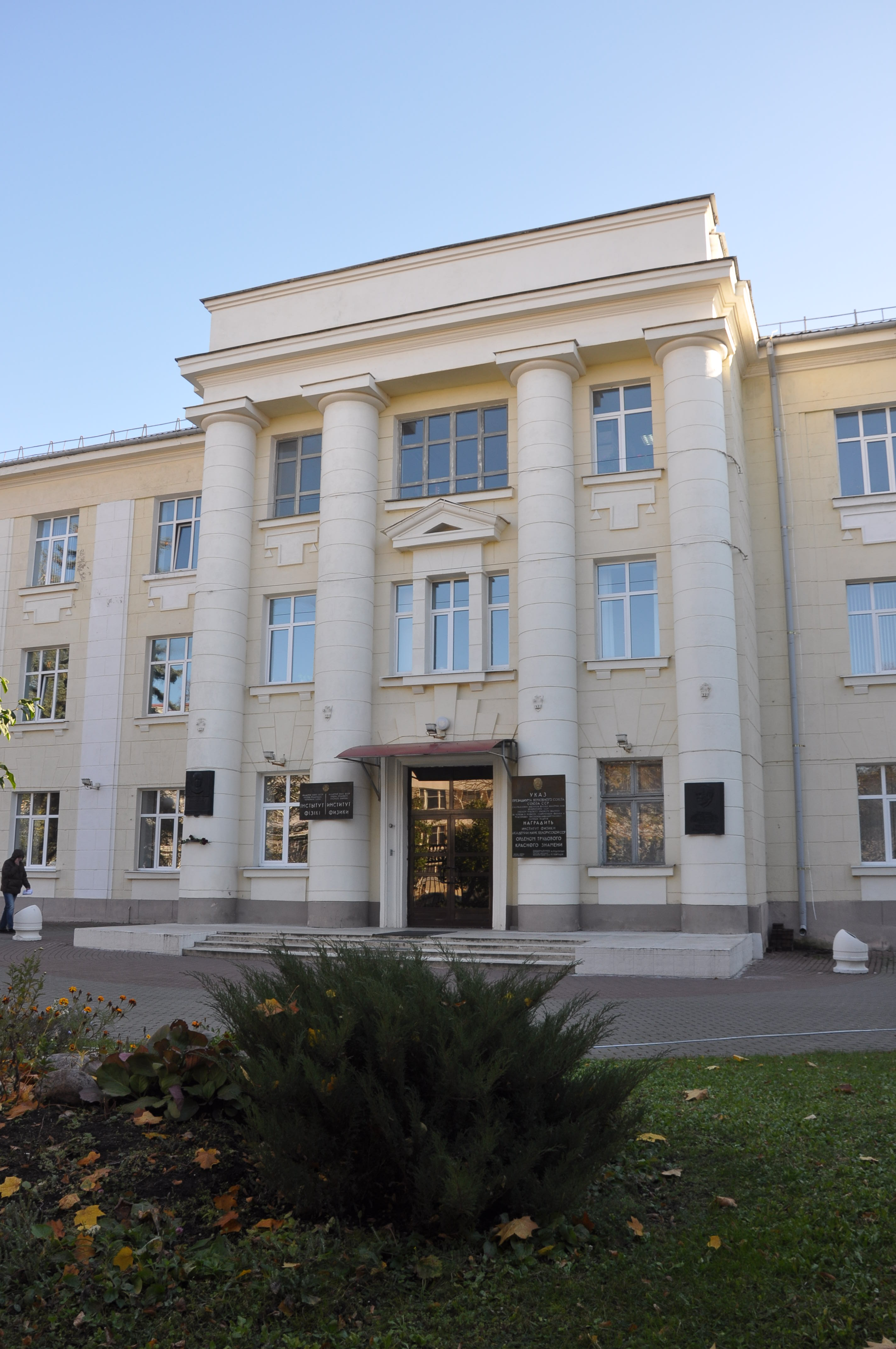
Sede ICRANet nel NASB Bielorussia

Le attività della Sede dell'ICRANet a Villa Ratti (Nizza) comprendono sia il coordinamento del programma di dottorato IRAP-PhD che le attività scientifiche connesse alle osservazioni di sorgenti astronomiche ad alta energia ad opera dell'Università della Savoia e dell'Osservatorio Côte d'Azur, i quali partecipano ai lavori di tesi degli studenti dell'IRAP PhD. L'Università della Savoia è il laboratorio francese più legato al CERN.

### Il Centro ICRANet in Armenia
Il Centro ICRANet a Yerevan si trova all'interno del Presidio dell'Accademia Nazionale delle Scienze della Repubblica d'Armenia (NAS RA) da gennaio 2014. È situata in Marshall Baghramian Avenue, 24a. Le attività scientifiche in questo centro sono coordinate dal suo direttore Dr. Narek Sahakyan. Nel 2014, il Governo della Repubblica di Armenia ha approvato l'accordo per istituire il Centro ICRANet in Armenia. L'accordo di sede è stato firmato a Roma il 14 febbraio 2015 dal direttore dell'ICRANet, Prof. Remo Ruffini, e dall'Ambasciatore d'Armenia in Italia, S.E. Sargis Ghazaryan e il 13 novembre 2015 il Parlamento della Repubblica d'Armenia lo ha approvato all'unanimità.
Dal Gennaio 2016, il Centro ICRANet in Armenia è registrato press oil Ministero degli Affari Esteri armeno come Organizzazione Internazionale. Le principali aree di ricerca scientifica in ICRANet-Armenia sono: Astrofisica Relativistica, astroparticle physics, X-ray astrophysics, high and very high energy gamma-ray astrophysics, high energy neutrino astrophysics. Dal 2017, il centro è un membro della MAGIC International collaboration ed è coinvolto nello sviluppo dell’iniziativa Open Universe.
Il centro ICRANet in Armenia collabora con altre organizzazioni scientifiche dell'Accademia e delle Università, e cura l'organizzazione di conferenze/workshop internazionali congiunti, scuole estive per studenti di dottorato e programmi di mobilità per scienziati nel campo dell'Astrofisica; coordina altresì le attività dell'ICRANet nelle nazioni delle aree del Centro Asia del Medio Oriente.
Dal 28 giugno al 4 luglio 2014 si sono tenute in Armenia una scuola estiva e una conferenza scientifica internazionale dedicata ai temi dell'Astrofisica Relativistica intitolata "1st Scientific ICRANet Meeting in Armenia: Black Holes: the largest energy sources in the Universe"

### Il Centro ICRANet in Brasile
La sede dell'ICRANet a Rio de Janeiro è stata attivata in un primo momento come concessione ricevuta dal CBPF, con la possibile espansione al Cassino da Urca. Nel 2015 si è svolto a Rio de Janeiro il 2nd ICRANet César Lattes Meeting dedicato all'astrofisica relativistica. È in fase di sviluppo una scuola di Cosmologia e Astrofisica, con lo scopo di offrire un'istruzione avanzata in astrofisica, cosmologia e campi affini, e di promuovere un programma continuo di corsi di aggiornamento per gli scienziati brasiliani e sudamericani.
Attualmente (2019) l'ICRANet ha firmato accordi di collaborazione scientifica con 15 università, organizzazioni e centri di ricerca brasiliani.
Esistono due programmi specifici iniziati dall'ICRANet, ancora in corso (2019):
- la possibilità di ristrutturare la parte a ridosso della montagna del Cassino da Urca come Sede dell'ICRANet per il Brasile e l'America Latina (con il progetto dell'Architetto italiano Carlo Serafini);
- la costruzione dell'edificio del Brazilian Science Data Center (BSDC), un nuovo data base astrofisico, costruito seguendo l'idea dell'ASI Science Data Center (ASDC) sviluppato dall'Agenzia Spaziale Italiana (ASI), che consisterà in un'unica infrastruttura di ricerca come interfaccia tra l'astrofisica sperimentale e quella teorica.

### Il Centro ICRANet a Minsk
Il Centro ICRANet-Minsk ha sede presso l’Accademia Nazionale delle Scienze della Bielorussia (NASB), con la quale l’ICRANet ha firmato un accord di collaborazione nel 2013. Il protocollo per l'apertura del centro ICRANet-Minsk è stato firmato in Aprile 2016. Il primo "ICRANet-Minsk workshop on high energy astrophysics" si è tenuto nel centro ICRANet-Minsk dal 26 al 28 Aprile 2017.

### Il Centro ICRANet a Isfahan
Il Centro ICRANet ad Isfahan ha sede presso la l'Università Tecnologica di Isfahan. Il protocollo di cooperazione, firmato nel 2016 da Remo Ruffini, Direttore ICRANet, e da Mahnoud Modarres-Hashemi, Rettore dell'Università Tecnologica di Isfahan, prevede la promozione e lo sviluppo della ricerca scientifica e tecnologica nei campi della cosmologia, della gravitazione e dell’astrofisica relativistica. Prevede inoltre l’organizzazione congiunta di conferenze internazionali, di workshops e di scambi istituzionali per studenti, ricercatori e membri della Faculty.

### Il Centro ICRANet negli Stati Uniti d'America
L'attuale presidente del Comitato Direttivo dell'ICRANet, Prof. Francis Everitt, è il responsabile del Centro ICRANet della Leland Stanford Junior University. La sua speciale attività è stata l'ideazione, lo sviluppo, il lancio e l'acquisizione dati fino all'elaborazione dell'analisi dati finale della missione NASA Gravity Probe B, uno degli esperimenti fisici nello spazio più complessi mai realizzati.
Il primo presidente del Comitato Direttivo dell'ICRANet, Prof. Fang Li-Zhi ha sviluppato collaborazioni con il Dipartimento di Fisica dell'Università dell'Arizona a Tucson. La collaborazione con il Dipartimento di Astronomia è stata promossa dal Prof. David Arnett.

## L'ICRANet e il programma IRAP-PhD
Dal 2005 l'ICRANet co-organizza un programma di Dottorato Internazionale in Astrofisica Relativistica (International Relativistic Astrophysics Ph.D. Program, IRAP-PhD), insieme a: ASI – Agenzia Spaziale Italiana (Italia); Università di Brema (Germania); Università Carl Von Ossietzky di Oldenburg (Germania); CAPES - Brazilian Federal Agency for Support and Evaluation of Graduate Education (Brasile); CBPF - Brazilian Centre for Physics Research (Brasile); CNR - Consiglio Nazionale delle Ricerche (Italia); FAPERJ - Foundation "Carlos Chagas Filho de Amparo à Pesquisa do Estado do Rio de Janeiro" (Brasile); ICRA - International Center for Relativistic Astrophysics (Italia); ICTP - Abdus Salam International Centre for Theoretical Physics (Italia); IHES - Institut Hautes Etudes Scientifiques (Francia); Indian centre for space physics (India); INFN - Istituto Nazionale per la Fisica Nucleare (Italia); NAS RA - Armenian National Academy of Sciences (Armenia); Università di Nizza Sophia Antipolis (Francia); Osservatorio della Costa Azzurra (Francia); Università "Sapienza" (Italia); Università della Savoia (Francia); TWAS - Academy of Sciences for the Developing World; UAM - Metropolitan Autonomous University (Messico); UNIFE - Università di Ferrara (Italia).
Tra i centri associati accanto a quelli impegnati nella teoria, ci sono quelli che si occupano di esperimenti e osservazioni. In questo modo gli studenti di Dottorato possono avere una formazione completa sull'astrofisica relativistica teorica e una visione su come sviluppare in astrofisica una specifica missione spaziale oppure una campagna di osservazioni da terra.
La lingua ufficiale del programma è l'inglese e gli studenti hanno anche l'opportunità di imparare la lingua del loro paese ospitante, seguendo vari corsi all'interno dell'università partner.

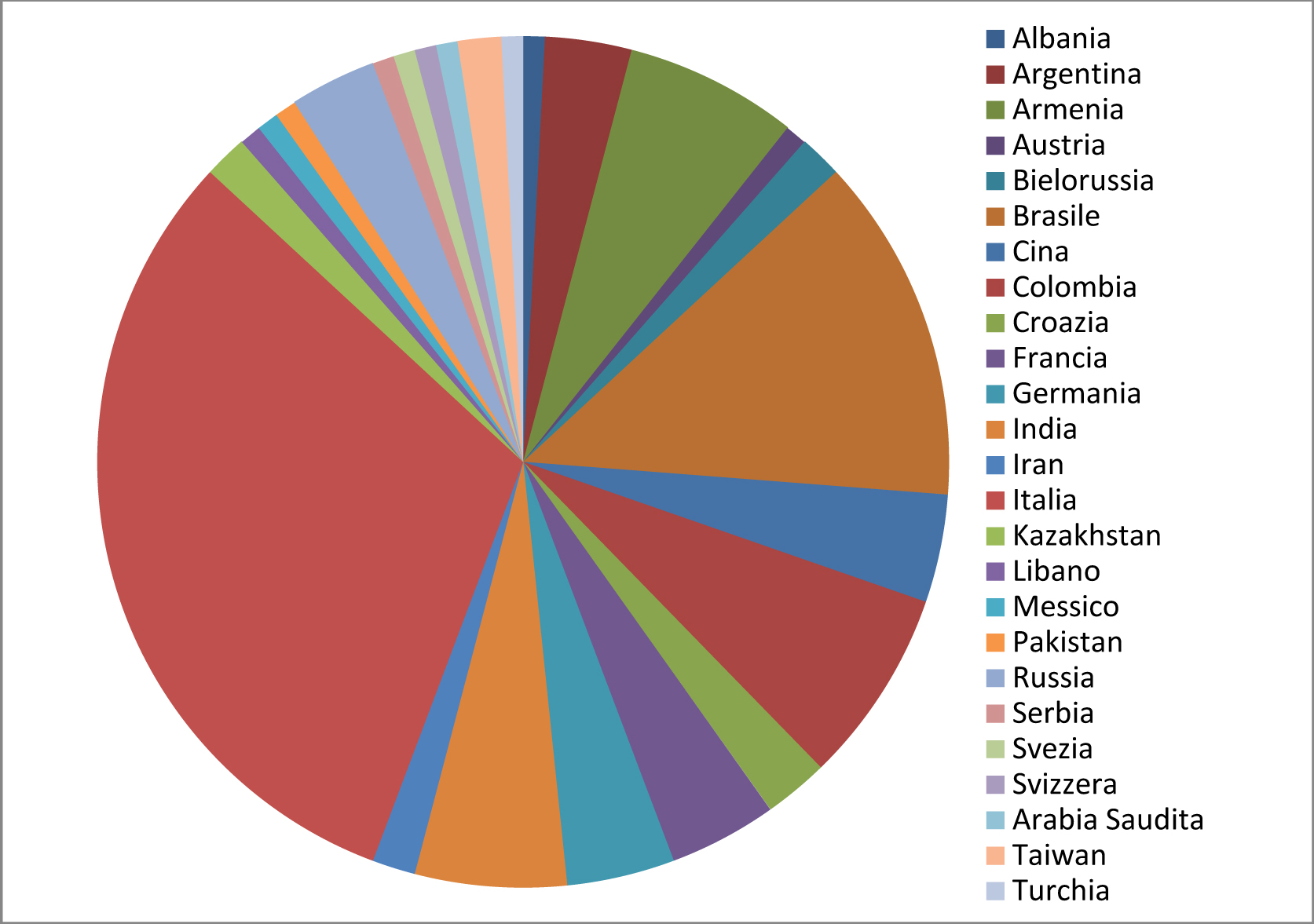
Distribuzione geografica degli studenti dell'IRAP PhD.

Ad oggi (2019), 122 studenti hanno preso parte al programma IRAP-PhD: 1 dall'Albania, 4 dall'Argentina, 8 dall'Armenia, 1 dall'Austria, 2 dalla Bielorussia, 16 dal Brasile, 5 dalla Cina, 9 dalla Colombia, 3 dalla Croazia, 5 dalla Francia, 5 dalla Germania, 7 dall'India, 2 dall'Iran, 38 dall'Italia, 2 dal Kazakistan, 1 dal Libano, 1 dal Messico, 1 dal Pakistan, 4 dalla Russia, 1 dalla Serbia, 1 dalla Svezia, 1 dalla Svizzera, 2 da Taiwan e 1 dalla Turchia.
Il programma IRAP-PhD è stato l’unico programma di Dottorato europeo in astrofisica finanziato dalla Commissione Europea nel periodo 2010-2017, e a cui è stata assegnato il titolo di Erasmus Mundus.

## Ricerca scientifica all'ICRANet
Gli obiettivi dell'ICRANet sono la formazione, l’istruzione e la ricerca nel campo dell'astrofisica relativistica, della Cosmologia, della Fisica teorica e della Fisica matematica.
Le principali attività dell'ICRANet sono volte a promuovere la cooperazione scientifica internazionalee a portare avanti la ricerca scientifica.
Come illustrato nel Report Scientifico ICRANet per l’anno 2018, le principali aree di ricerca scientifica sono:
- Raggi gamma e neutrini provenienti da acceleratori cosmici;
- L'ICRANet Brazilian Science Data Center (BSDC) e Multi-frequency selection and studies of blazars;
- Soluzioni esatte delle equazioni di Einstein e di Einstein-Maxwell;
- Gamma Ray Bursts;
- Effetti relativistici in Fisica e Astrofisica;
- Analisi di grandi banche dati;
- Cosmologia e Strutture a Larga Scala;
- Fisica teorica delle Astroparticelle;
- Generalizzazione della soluzione di Kerr-Newman;
- Buchi neri e Quasar;
- Formazione di coppie elettroni-positroni in Fisica e Astrofisica;
- Fisica nucleare delle stelle compatte;
- Supernovae;
- Simmetrie in Relatività Generale;
- Sistemi auto-gravitanti, Strutture Galattiche e Dinamica elle Galassie;
- Sistemi Complessi interdisciplinari.

Tra il 2006 e l'inizio del 2019 l'ICRANet ha presentato oltre 1800 articoli scientifici pubblicati su prestigiose riviste internazionali come Physical Review, The Astrophysical Journal, Astronomy and Astrophysics, ecc., nell'ambito delle sue varie linee di ricerca.
Nuovi termini e concetti scientifici introdotti da scienziati dell'ICRANet:
Buco nero (Ruffini, Wheeler, 1971)
Ergosfera (Rees, Ruffini, Wheeler, 1974)
Formula per la massa del buco nero (Christodoulou, Ruffini, 1971) e Trasformazioni reversibili e irreversibili dei buchi neri (Christodoulou, Ruffini, 1971)
Diadosfera (Damour, Ruffini, 1975; Preparata, Ruffini, Xue, 1998)
Diadotoro (Cherubini et al., 2009)
Collasso gravitazionale indotto (Rueda, Ruffini, 2012)
Ipernova da sistema binario (Ruffini et al., 2014)
Matrice cosmica (Ruffini et al., 2015)

## Altre attività

### Meeting internazionali
I Meeting Galileo-Xu Guangqi
I convegni Galileo-Xu Guangqi sono stati organizzati in onore di Galileo e di Xu Guangqi, il collaboratore di Matteo Ricci (Ri Ma Dou), conosciuto per aver portato in Cina i lavori di Euclide e Galileo e per il suo forte impegno nel processo di modernizzazione e sviluppo scientifico della Cina. Il primo Galileo-Xu Guangqi Meeting si è tenuto a Shangai (Cina) nel 2009; il secondo Galileo-Xu Guangqi Meeting nei Giardini Botanici Hanbury (Ventimiglia, Italia) e a Villa Ratti (Nizza, Francia), nel 2010; il terzo e il quarto si sono tenuti rispettivamente nel 2011 e nel 2015 a Pechino (Cina).
Meeting Italo-Coreani (1987-)
I simposia Italo-Coreani sull'Astrofisica Relativistica sono una serie di convegni biennali organizzati dal 1987 alternativamente in Italia e in Corea che coprono argomenti di astrofisica e cosmologia, come lampi di raggi gamma e stelle compatte, raggi cosmici di alta energia, energia oscura e materia oscura, relatività generale, buchi neri e nuova fisica collegata alla cosmologia.
Seminari Stueckelberg sulle Teorie Relativistiche di Campo
Questi seminari rappresentano un dialogo sulle Teorie Relativistiche di Campo in Spazio Curvo, ispirate dal lavoro di E. C. G. Stueckelberg. In questi incontri hanno tenuto lezioni Abhay Ashtekar, Thomas Thiemann, Gerard 't Hooft e Hagen Kleinert.
Gli Zeldovich Meetings (2009-)
Gli Zeldovich Meetings sono una serie di conferenze internazionali svoltesi a Minsk, in onore di Jakov Borisovič Zel'dovič, uno dei padri della bomba atomica sovietica e fondatore della Scuola Russa di Astrofisica Relativistica, che celebra e discute dei suoi ampi interessi di ricerca, che vanno dalla fisica chimica, alla fisica nucleare e delle particelle elementari, all’astrofisica e alla cosmologia. Il primo Zeldovich Meeting si è tenuto dal 20 al 23 Aprile 2009 presso la Belarusian State University a Minsk; il secondo si è tenuto presso l’Accademia Nazionale bielorussa delle Scienze dal 10 al 14 Marzo 2014, per festeggiare il 100º compleanno di Ya. B. Zeldovich; il terzo si è tenuto dal 23 al 27 Aprile 2018 nello stesso luogo.
Altri meeting
L'ICRANet ha anche organizzato:
- sei Workshops Sino-Italiani[64] sui temi della Cosmologia e dell'Astrofisica Relativistica, svoltisi tra il 2004 al 2009 annualmente a Pescara, ad accezione del quinto workshop che si è svolto a Taipei-Hualian nel 2008;
- due ICRANet Cesar Latter meetings[65] (nel 2007 e nel 2015) e il 1° URCA meeting on Relativistic Astrophysics a Rio de Janeiro, Brasile.

### Scuole di Dottorato
Nell'ambito del programma IRAP-PhD, l'ICRANet ha organizzato diverse scuole di Dottorato: 11 si sono svolte a Nizza e 3 a Les Houches (Francia), 1 a Ferrara (Italia), 1 a Pescara (Italia) e 1 a Pechino (Cina).

### Programma di visite
L'ICRANet ha sviluppato un programma di visite per collaborazioni scientifiche di corta e lunga durata.
Personalità illustri hanno svolto le loro attività all'ICRA e all'ICRANet; tra questi: Prof. Riccardo Giacconi, premio Nobel per la fisica nel 2002; Prof. Gerardus 't Hooft, fisico olandese e premio Nobel per la fisica nel 1999; Prof. Steven Weinberg, premio Nobel nel 1979; Prof. Murray Gell-Mann, premio Nobel nel 1969; Prof. Subrahmanyan Chandrasekhar, premio Nobel nel 1930; Prof. Haensch Theodor, premio Nobel nel 2001; Prof. Valeriy Ginzburg; Prof. Francis Everitt, Presidente del Comitato Scientifico dell'ICRANet, Prof. Isaak Khalatnikov, fisico russo e direttore del Landau Institute for Theoretical Physics dal 1965 al 1992; Prof. Roy Kerr, matematico neo-zelandese, a lui si deve la scoperta della "Kerr Metric"; Prof. Thibault Damour; Prof. Demetrios Christodoulou; Prof. Hagen Kleinert; Neta e John Bachall; Prof. Tsvi Piran; Prof. Charles Misner; Prof. Robert Williams; Prof. José Gabriel Funes; Prof. Fang Li-Zhi; Prof. Rashid Sunyaev.

### Seminari Settimanali
L'ICRANet, in collaborazione con l’ICRA, organizza seminari presso il Dipartimento di Fisica dell'Università "Sapienza". Tutti gli istituti che hanno collaborazioni con l'ICRANet, così come i Centri ICRANet, vi partecipano in video conferenza.

### Brazilian Science Data Center
Il principale obiettivo del Brazilian Science Data Center (BSDC) è quello di fornire un database completo di tutte le missioni spaziali internazionali esistenti nelle lunghezze d'onda dei raggi X e dei raggi gamma, e successivamente dell'intero spettro elettromagnetico, per tutte le sorgenti galattiche ed extra-galattiche dell'Universo. Una particolare attenzione è riservata al raggiungimento e al completo rispetto dei livelli definiti dall'IVOA (International Virtual Observatory Alliance). Oltre a questi obiettivi specifici, il BSDC promuoverà seminari tecnici e workshop annuali, e assicurerà un piano di divulgazione e diffusione della scienza con la conoscenza dell'Universo come obiettivo.
Il BSDC è in corso di implementazione al CBPF e Universidade Federal do Rio Grande do Sul (UFRGS), e sarà esteso ai centri ICRANet in Brasile e ai centri ICRANet dell'America latina in Argentina, Colombia e Messico: un unico network di ricerca continentale coordinato è previsto per l'America Latina.